# Kuratbenefizium
Kuratbenefizium bezeichnet eine Pfründe für einen Benefiziaten, der die Stellung eines Kuraten bekleidet, sowie das damit verbundene Kirchenamt.
Im Gegensatz dazu ist das Inkuratbenefizium ein Benefizium ohne „Cura“ (= ohne Sorge/Seelsorge), bei dem der Benefiziat nicht mit der regelmäßigen Ausübung von Seelsorge für einen bestimmten Sprengel innerhalb der Pfarrei betraut war, sondern die Seelsorge grundsätzlich dem Pfarrer oblag.